# (1475) Ялта
(1475) Ялта (лат. Yalta) — типичный астероид главного пояса, открыт 21 сентября 1935 года советским астрономом Пелагеей Фёдоровной Шайн в Симеизской обсерватории и 4 ноября 1952 года назван в честь города Ялты.

## Обнаружение и именование
(1475) Ялта
Открыт 21 сентября 1935 года в Симеизе П. Ф. Шайн.
Курортный город в Крыму; место проведения важной политической конференции во время Второй мировой войны.
Оригинальный текст (англ.)1475 Yalta
Discovered 1935-09-21 by Shajn, P. at Simeis.
A resort city in Crimea; site of an important politicial conference during World War II.
Источники: DISCOVERY.DB; M.P.C. 838.

## Орбита

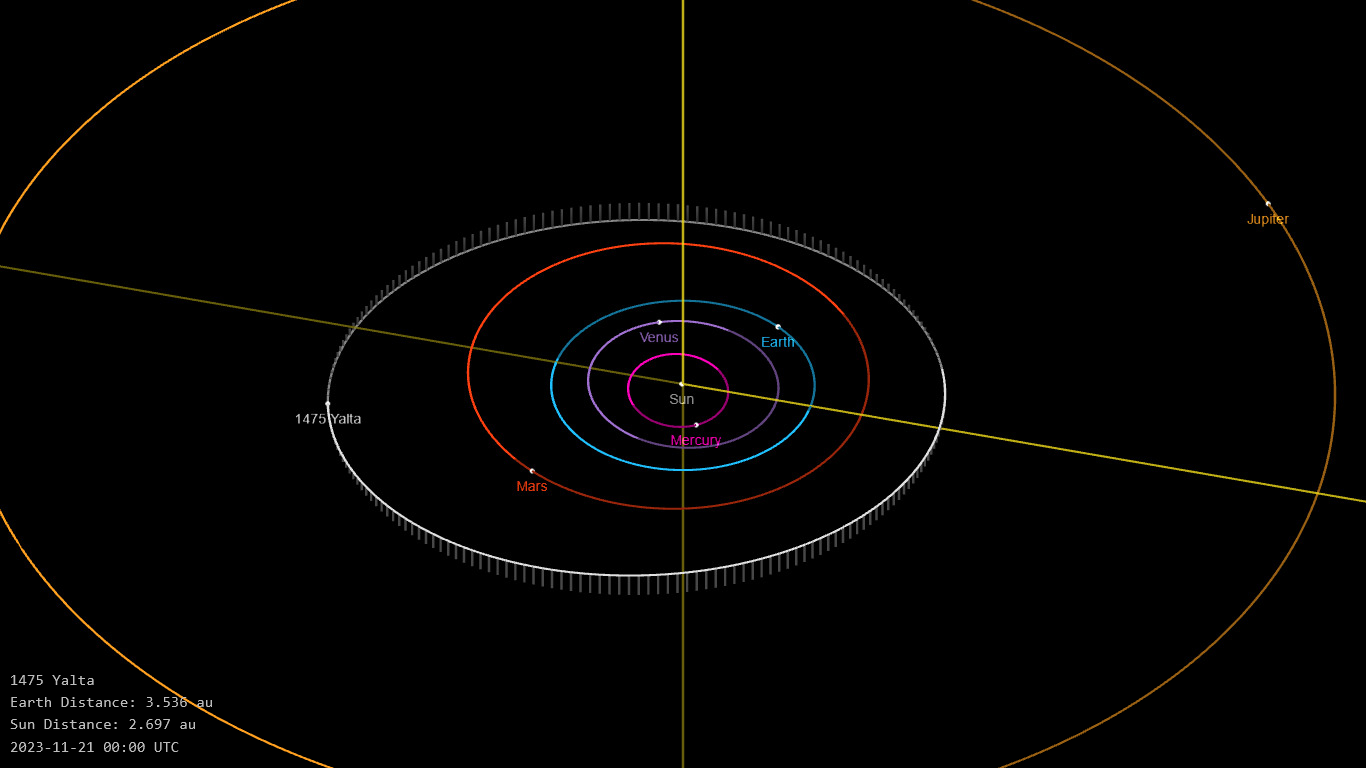
Орбита астероида Ялта и его положение в Солнечной системе

## Физические характеристики
Астероид относится к таксономическому классу S.
По результатам наблюдений системы телескопов панорамного обзора и быстрого реагирования Pan-STARRS и наблюдений системы последнего оповещения о столкновении астероида с Землей Asteroid Terrestrial-impact Last Alert System абсолютная звёздная величина астероида сначала оценивалась равной 13,10±0,20m, позже — 12,86±0,110m.